# Петро Трад
Петро Трад (араб. بترو طراد; 1876 — 5 квітня 1947) — ліванський політик, шостий президент і п'ятнадцятий прем'єр-міністр Лівану за часів французького мандату.

## Біографія
Народився в православній сім'ї в Бейруті. Здобув юридичну освіту в Паризькому університеті.
Після повернення на батьківщину став виконавчим службовцем «Руху реформ Бейрута» разом із Салімом Алі Саламом. 1913 року був одним з шести підписантів петиції від імені християнських спільнот Бейрута до Міністерства закордонних справ Франції з вимогами припинити османський контроль над Сирією (в тому числі над Палестиною та Ліваном) і закликом до заснування нового утворення, яким мали керувати французькі емісари. Та петиція сильно розлютила османського військового губернатора Джемаля-пашу, що він попрохав Військову раду в Алеї стратити всіх шістьох підписантів. Однак всі вони, в тому числі й Трад утекли з Лівану.
Після Першої світової війни Трад повернувся до Бейрута й заснував «Лігу християнських сект», що об'єднала місцеву еліту й вимагала встановлення французького мандату в Лівані та Сирії. Також він зайнявся юридичною практикою, при чому його адвокатська контора здобула славу в усьому регіоні через захист бідняків, які не могли собі дозволити оплатити послуги Трада.
1925 року його обрали до лав ліванського парламенту, Трад був членом парламентського комітету, який працював над французько-ліванським договором, укладеним 1936 року. Від листопада 1934 до жовтня 1935 року та від жовтня 1937 до вересня 1939 року за підтримки французів Трад обіймав посаду спікера парламенту.
Трад не зміг залишитись остронь у запеклій боротьбі між про-французьким Емілем Едде та прибічником незалежності Бішарою ель-Хурі. Попри те, що останній у своїх мемуарах зазначав, що Трад підтримував Едде, насправді Петро Трад вважав, що ані Едде, ані ель-Хурі неспроможні виграти вибори. Тому він висунув свою кандидатуру на посаду президента Лівану, та 22 липня 1943 року французький уряд призначив його на той пост. Однак вже у вересні того ж року новий парламент обрав на посаду президента Бішару ель-Хурі.
Помер 5 квітня 1947 року в Бейруті.